# Glenda Gonzalez Bassi
Glenda Gonzalez Bassi (* 1968 in Buin, Chile) ist eine Schweizer Politikerin (SP). Sie wurde 2020 in die Regierung der Stadt Biel gewählt. 2024 wurde sie zur Stadtpräsidentin gewählt.

## Leben
Ihre ersten sechs Lebensjahre verbrachte Glenda Gonzalez in Chile. Nach dem Militärputsch 1973 gegen Allendes sozialistische Regierung floh die Familie, weil der Vater aktiv im linken Bündnis Unidad Popular war.  
Glenda Gonzalez besuchte die französischen Schulen in Biel. Nach der Matura folgte ein Abschluss in Wirtschaftswissenschaften an der Universität Neuenburg. Sie bildete sich weiter zur Erwachsenenbildnerin und arbeitete in der Bildung und Integration. Durch ihre Herkunft sensibilisiert, setzt sie sich für eine starke Bildungspolitik, für die Gleichstellung der Geschlechter und für faire Chancen zur beruflichen und sozialen Integration ein. 
2010 wurde sie Mitglied des Parti socialiste romand (PSR), 2014 erfolgte die Wahl in den Bieler Stadtrat (Legislative). 
Seit 2021 ist sie als Gemeinderätin (Exekutive) für die Direktion Bildung, Kultur und Sport der Stadt Biel/Bienne verantwortlich. Bei den Wahlen 2024 trat sie als Kandidatin für das Stadtpräsidium an, als Nachfolgerin für den abtretenden Erich Fehr. Da im ersten Wahlgang vom 22. September 2024 beide Kandidatinnen das absolute Mehr verpassten, fand am 24. November 2024 ein zweiter Wahlgang statt. Schliesslich wurde sie zur ersten Stadtpräsidentin von Biel gewählt, mit Amtsantritt Anfang 2025.
Glenda Gonzalez Bassi ist verheiratet und Mutter von drei erwachsenen Kindern.